# Ошанин, Дмитрий Александрович
Дмитрий Александрович Ошанин (1907—1978) — советский учёный-психолог, доктор философии (1938), доктор психологических наук (1973), профессор (1946).
Специалист в области общей и инженерной психологии; стоял у истоков развития инженерной психологии и технической эстетики в СССР. Автор ряда научных трудов.

## Биография
Родился 13 февраля 1907 года в Вологде, в дворянской семье, где также росли брат Кир и сестра Елена.
Начальное образование получил в Новочеркасске. В 1920 году, в годы Гражданской войны, вся семья покинула Россию, и среднюю школу Дмитрий окончил в 1926 году в городе Скопле (Королевство сербов, хорватов и словенцев). В юности желал посвятить себя музыке и в 1926 году уехал в Париж, где записался в Высшую музыкальную школу (ныне Парижская Высшая национальная консерватория музыки и танца) и одновременно в Парижский университет. Проучившись в обеих учебных заведениях по 1928 год, за неимением средств к жизни вернулся в Югославию, где окончил в 1931 году философский факультет Белградского университета, получив специальность философа-психолога.
С 1931 по 1933 год работал частным репетитором и музыкантом. С 1933 по 1936 год работал преподавателем языка в женских гимназиях в Скопле и Штипе. В феврале 1936 года Дмитрий Ошанин вернулся в Париж, где написал докторскую диссертацию на тему «Сопереживание и его три аспекта» под научным руководством известных французских психологов Анри Делакруа и Поля Гийома. В 1938 году защитил её в Сорбонне, получил ученую степень доктора философии. Во Франции в 1937 году познакомился с Жермен Мерес, с которой венчался в 1938 году и женился в феврале 1940 года. Уже шла Вторая мировая война, и весной 1941 года он был мобилизован и послан на итало-албанский фронт[уточнить]. Пережил немецкий плен и побег. После освобождения Болгарии, в феврале 1945 года был назначен в Софию преподавателем Военной академии и Народного военного училища им. Василя Левского. В августе 1946 года стал заведующим кафедрой психологии в Софийском государственном высшем институте физической культуры им. Г. М. Димитрова, при котором создал психологическую лабораторию и организовал её экспериментальную работу, а также до 1952 года в качестве профессора заведовал в университете кафедрой психологии.
С 1952 по 1955 год Д. А. Ошанин был заместителем директора по научной части Института педагогики Болгарской академии наук. Получив советский паспорт, в 1955 году с семьёй, где росло трое сыновей, приехал в СССР. В октябре 1955 года поступил на работу в Институт психологии Академии педагогических наук РСФСР, с которым была связана его последующая многолетняя деятельность. Сначала работал старшим научным сотрудником в лаборатории Психологии личности, а затем перешел в лабораторию Психологии труда. Принимал участие в создании Всесоюзного научно-исследовательского
института технической эстетики (ВНИИТЭ), где на общественных начала заведовал отделом инженерной психологии и физиологии.
В 1955 году Д. А. Ошанину было присвоено звание кандидата психологических наук. В 1973 году он защитил докторскую диссертацию на тему «Предметное действие и оперативный образ». С 1961 по 1976 год был членом редколлегии журнала «Вопросы психологии», членом правления Московского общества психологов СССР, членом исполкома Международной ассоциации по прикладной психологии, иностранным членом Французского национального общества психологов, почетным членом Общества психологов спорта Болгарии.
В 1974 году Дмитрий Александрович получил приглашение прочесть в Париже для студентов Сорбонны лекционный курс по проблемам оперативности психического отражения. Там тяжело заболел (инфаркт), по рекомендации медиков был вынужден остаться и не смог вернуться на родину.
Умер 28 ноября 1978 года во Франции во время операции на сердце. Был похоронен на кладбище Бур-ла-Рэн, в пригороде Парижа, позже также была похоронена его жена — Жермен Ошанина (умерла 23 апреля 2012 года).
В 1997 году в Москве прошла Международная научная конференция «Образ в регуляции деятельности», посвященная 90-летию со дня рождения Д. А. Ошанина. В том же году в Москве был выпущен сборник его избранных трудов — «Предметное действие и оперативный образ».